# Sanyo MBC-55x
Sanyo MBC-55x (MBC-55x) је кућни рачунар фирме Санио (Sanyo) који је почео да се производи у Јапану током 1982. године.
Користио је Intel 8088 микропроцесорску јединицу а RAM меморија рачунара је имала капацитет од 128 KB или 256 KB зависно од модела, укључујући 16 KB V-RAM.
Као оперативни систем коришћен је MS-DOS 2.11, опциони: CP/M 86 & Concurrent CP/M-86.

## Детаљни подаци
Детаљнији подаци о рачунару MBC-55x су дати у табели испод.
|                       |                                                              |
| [ 1 ]                 |                                                              |
| Произвођач            | Санио                                                        |
| Тип                   | кућни рачунар                                                |
| Меморија              | 128 или 256 зависно од модела, укључује 16 V-RAM             |
| Поријекло             | Јапан                                                        |
| Година                | 1982                                                         |
| Тастатура             | тастатура са нумеричком тастатуром                           |
| Процесор              | 8088                                                         |
| Фреквенција процесора | 3,58                                                         |
| RAM                   | 128 или 256 зависно од модела, укључује 16 V-RAM             |
| ROM                   | 8 (IPL/CG)                                                   |
| Текст                 | 40 x 25 / 80 x 25                                            |
| Графика               | 144 x 200 / 576 x 200 / 640 x 400 (или 640 x 200 ?)          |
| Боја                  | 8                                                            |
| Звук                  | мали звучник фиксне фреквенције                              |
| Димензије             | главна јединица : 380 (ширина) x 112 (висина) x 360 (дубина) |
| Портови               |                                                              |
| Оперативни систем     |                                                              |